# National Secular Society
La National Secular Society è un'organizzazione del Regno Unito che promuove i valori del secolarismo laico. Fondata da Charles Bradlaugh nel 1866, la società è membro organizzatore della International Humanist and Ethical Union e sostiene la Dichiarazione di Amsterdam del 2002.

## Obiettivi
Portando il vessilo della "lotta contro i privilegi religiosi", le campagne della società sono dirette verso: la destatalizzazione della Chiesa anglicana, l'annullamento di ogni sussidio fornito alle scuole religiose, l'abolizione dell'esenzione dalle tasse per le chiese, l'abolizione della legge sulla blasfemia dal diritto inglese e altre ancora.
Sebbene l'organizzazione sia chiaramente creata in favore di quelli che rifiutano il sovrannaturale, la NSS pratica campagne di tipo laico che mirano alla libertà religiosa in quanto diritto essenziale e non alla cancellazione della religione.

## Soci onorari
Sono soci onorari dell'associazione (Rapporto del 2019):
- Graham Allen
- Prof. Peter Atkins
- Joey Barton
- Dr. Susan Blackmore
- Baronessa Blackstone
- Crispin Blunt, MP
- Tom Brake, MP
- Nick Brown, MP
- Ruth Cadbury, MP
- Prof Ted Cantle CBE
- Lord Michael Cashman CBE
- Nick Cohen
- Prof. Richard Dawkins
- Prof. Lord Desai
- Angela Eagle DBE
- Baronessa Falkner
- Jim Fitzpatrick MP
- Baronessa Flather
- Caroline Fourest
- Michael Frayn
- Lord Tristan Garel-Jones
- Ricky Gervais
- Prof. A. C. Grayling
- Baronessa Sally Greengross OBE
- Nia Griffith DBE
- Dr. Evan Harris
- Lord Harrison
- Julia Hartley-Brewer
- Patrick Harvie MSP
- Prof. Ted Honderich
- Mary Honeyball MEP
- Sophie in 't Veld MEP
- Virginia Ironside
- Dr. Michael Irwin
- Prof. Steve Jones
- Baronessa Glenys Kinnock
- Stephen Kinnock MP
- Lord Knight
- Stewart Lee
- Graham Linehan
- Baronessa Massey
- Kerry McCarthy MP
- Stewart McDonald MP
- Jonathan Meades
- Baronessa Murphy
- Maryam Namazie
- Taslima Nasreen
- Maajid Nawaz
- Lord Martin O'Neill
- Pragna Patel
- Şafak Pavey
- Philip Pullman
- Raheel Raza
- Geoffrey Robertson QC
- Martin Rowson
- Lloyd Russell-Moyle MP
- Gita Sahgal
- Tommy Sheppard MP
- Joan Smith
- Dan Snow
- Lord Clive Soley
- Dr. David Starkey
- Peter Tatchell
- Lord Taverne QC
- G. P. Taylor
- Baronessa Thornton
- Polly Toynbee
- Beverley Turner
- Lord Warner
- Baronessa Lola Young

Soci onorari deceduti:
- Iain Banks († 9 giugno 2013)
- Edward Bond († 3 marzo 2024)
- Prof. Colin Blakemore († 27 giugno 2022)
- Michael Foot († 3 marzo 2010)
- Christopher Hitchens († 15 dicembre 2011)
- Sir Jonathan Miller († 27 novembre 2019)
- Harold Pinter († 24 dicembre 2008)
- Terry Pratchett († 12 marzo 2015)
- Claire Rayner († 11 ottobre 2010)
- Gore Vidal († 31 luglio 2012)

## Premio Secolarista dell'anno
Il premio Secularist of the Year (Secolarista dell'anno), conosciuto anche come Irwin Prize in omaggio al dottor Michael Irwin, viene assegnato ogni anno dalla National Secular Society «in riconoscimento di un individuo o di un'organizzazione che si ritiene abbia dato un contributo notevole al movimento secolarista». Il premio consiste in un trofeo, la Golden Ammonite (Ammonite d'oro), e in un assegno di 5 000 sterline.
I premiati dal 2005:
- 2005 – Maryam Namazie, per «il suo lavoro in difesa dei diritti delle donne e del diritto alla libertà di espressione».[4]
- 2006 – Steve Jones, biologo, per «il suo contributo alla promozione del secolarismo».[5]
- 2007 – Mina Ahadi, per «la sua vita in opposizione al maltrattamento delle donne da parte del regime clericale iraniano».[6]
- 2008 – non assegnato
- 2009 – Evan Harris e Lord Avebury (Eric Lubbock), per «il loro lavoro per l'abolizione della legge sulla blasfemia».[7]
- 2010 – Southall Black Sisters, per «il loro sostegno ai diritti umani delle donne nere e asiatiche».[8]
- 2011 – Sophie in 't Veld, per «il suo lavoro come presidente della Piattaforma parlamentare europea per il secolarismo in politica».[9]
- 2012 – Peter Tatchell, per «il suo impegno per tutta la vita nella difesa dei diritti umani contro il fondamentalismo religioso».[10]
- 2013 – Plan UK, «In onore della giovane attivista per i diritti umani Malala Yousafzai, il premio è stato assegnato a Plan UK» per la sua campagna volta a garantire parità di accesso all'istruzione per le ragazze di tutto il mondo.[11]
- 2014 – Şafak Pavey, per «il suo lavoro internazionale nel promuovere la laicità, i diritti umani e l'uguaglianza di genere, nonché gli aiuti umanitari e la costruzione della pace».[12]
- 2015 – Charlie Hebdo, per «la sua risposta coraggiosa all'attacco terroristico alla sua sede di Parigi e la difesa del secolarismo».[13]
- 2016 – Educate Together, «il suo lavoro è volto a contrastare la discriminazione/privilegio religioso nel sistema educativo irlandese e a definire una visione positiva per un'istruzione laica inclusiva».[14]
- 2017 – Yasmin Rehman, per «il suo sostegno a un approccio laico nella lotta ai crimini ispirati dall'odio, nella promozione della coesione sociale e dei diritti umani delle donne e nella sfida al settarismo e alla teocrazia».[15]
- 2018 – Phil Johnson e Graham Sawyer, per «la loro coraggiosa attività di propaganda durata molti anni per denunciare gli abusi istituzionali sui bambini e sugli adulti vulnerabili nella Chiesa anglicana di fronte all'ostilità istituzionale. Hanno sostenuto altri sopravvissuti agli abusi in contesti religiosi e hanno lavorato instancabilmente per promuovere un cambiamento reale e duraturo per proteggere i bambini in futuro. Più in generale hanno sfidato il privilegio religioso laddove si traduce in quell'abuso e nel suo insabbiamento».[16]
- 2019 – Saif ul-Malook, per «la sua coraggiosa difesa di Asia Bibi e di altri pakistani accusati di blasfemia. Asia Bibi è stata condannata a morte mediante impiccagione per l'accusa di aver insultato il profeta Maometto nel novembre 2010. La Corte suprema del Pakistan ha ordinato la sua liberazione nell'ottobre 2018. La sentenza ha confermato la sua assoluzione, di fronte a una petizione che ne chiedeva l'annullamento, nel gennaio 2019».[17]

## Presidenti
- Charles Bradlaugh (1866-1890)
- George William Foote (1890-1915)
- Chapman Cohen (1915-1949)
- R.H. Rosetti (1949-1951)
- F.A. Ridley (1951-1963)
- David Tribe (1963-1971)
- Ethel Venton (1971-1972)
- Barbara Smoker (1971-1996)
- Daniel O'Hara (1996-1997)
- Denis Cobell (1997-2006)
- Terry Sanderson (2006-2017)

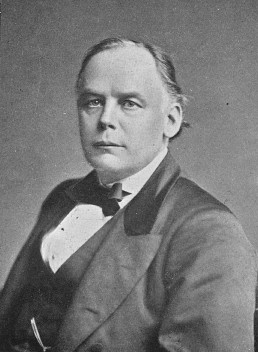
Charles Bradlaugh, fondatore dell'NSS

- Keith Porteous Wood (2017–in carica)